# Battaglia di Abu Klea
La battaglia di Abu Klea fu una battaglia combattuta fra una colonna del Corpo cammellato della guardia britannico e le truppe mahdiste nel corso della spedizione per il salvataggio della guarnigione di Khartum il 17 gennaio 1885, la battaglia si concluse con una vittoria britannica, ottenuta in una situazione quasi disperata a costo di gravi perdite.

## La situazione in Egitto
A partire dal 1882 l'Egitto (che, all'epoca, comprendeva anche l'attuale Sudan) era diventato praticamente un protettorato britannico, dopo che era stato represso il colpo di Stato di Arabi Pascià. La situazione era percepita da parte della popolazione come una cessione dello Stato, fino allora provincia autonoma mussulmana, alle potenze cristiane, nella fattispecie il Regno Unito e ciò, unito alle riduzioni delle guarnigioni nel Sudan, dovute ai tagli nel bilancio statale per la crisi finanziaria seguita ai tentativi di sviluppo economico del kedivè Isma'il Pascià, diede esca alla rivolta del Mahdi, iniziata nel 1881.
Il Sudan era stato acquisito nella sfera d'influenza egiziana dal nonno di Isma'il Pascià, Mehemet Ali, nel 1822, e questi aveva fondato, alla confluenza fra il Nilo Bianco e il Nilo Azzurro, la città di Khartum che, nel 1876, contava già 40 000 abitanti. Il governo egiziano aveva migliorato le condizioni di vita nel Sudan, portando a uno stato di relativa stabilità economica e politica, tuttavia la popolazione ricordava ancora la conquista, avvenuta sessanta anni prima, con grande spargimento di sangue.

## La rivolta mahdista
In seguito alla perdita della guida sia di Isma'il Pascià sia del governatore Gordon i legami con l'Egitto si sciolsero, e tutte le categorie di persone, in particolare i mercanti di schiavi, fortemente contrastati da Gordon, che avevano perso influenza con l'avvento del regime di Isma'il furono pronte a ribellarsi per tornare ai tempi passati. In questa situazione si affermò la personalità di Muhammad Ahmad, un darwīsh (derviscio) nubiano, che, proclamatosi Mahdi nel luglio 1881, richiese al governatore del Sudan di assoggettarsi alla sua volontà, in quanto interprete della volontà divina. Essendo fallito ogni tentativo di mediazione fra il governatore e il Mahdi, in agosto iniziarono le ostilità, che si risolsero in una serie di insuccessi egiziani, soprattutto perché la maggior parte delle truppe (composte in maggioranza da elementi locali) disertò passando al servizio del Mahdi. Nei due anni successivi, i ribelli subirono una serie di sconfitte, però senza che gli egiziani riuscissero a ottenere una vittoria decisiva, sebbene fossero supportati anche da ufficiali turchi. Passato alla controffensiva nel gennaio del 1883 l'esercito del Mahdi occupava la città di El Obeid, capitale del Kordofan e la città più grande a ovest del Nilo, che divenne subito la sua capitale e la sua base di operazioni. Il governatore del Sudan, proprio in tale periodo fu sostituito e il nuovo governatore assegnò il comando dell'esercito a un generale dell'esercito indiano, Hicks Pascià. Questi, dopo aver sconfitto le forze del Mahdi a est del Nilo, ebbe l'ordine di rioccupare El Obeid, ma, spostatosi a ovest del Nilo con scorte d'acqua insufficienti, scomparve letteralmente con undicimila uomini, le ultime notizie furono del 25 settembre, nei primi giorni di novembre tutto l'esercito fu annientato quando era ancora a due giorni di marcia da El Obeid. Tre giorni dopo un luogotenente del Mahdi distruggeva a Tokar, sulle coste del Mar Rosso, un'altra forza egiziana guidata dal console britannico a Suakim, colonnello Moncrieff.
Di fronte a una simile situazione era inutile pensare a una qualsiasi exit strategy dall'Egitto, quindi le truppe britanniche, che si stavano concentrando ad Alessandria furono riportate al Cairo.

## L'assedio di Khartum
Con la distruzione delle forze egiziane regolari in Sudan rimanevano solo le guarnigioni per mantenere il controllo sul territorio, mentre il governo britannico riteneva consigliabile abbandonare il territorio oltre la prima cateratta del Nilo. A questa soluzione si oppose Gordon Pascià, che fece notare che la presenza di 6 000 uomini a Khartum imponeva di impedire che essi fossero sterminati dal Mahdi. Il governo britannico, per porre fine alle sue insistenze, inviò lo stesso Gordon nella città con pieni poteri e l'incarico di difenderla fino all'arrivo di una colonna di soccorso. Gordon ricevette l'ordine il 18 gennaio 1884 e immediatamente abbandonò Londra per tornare in Egitto.

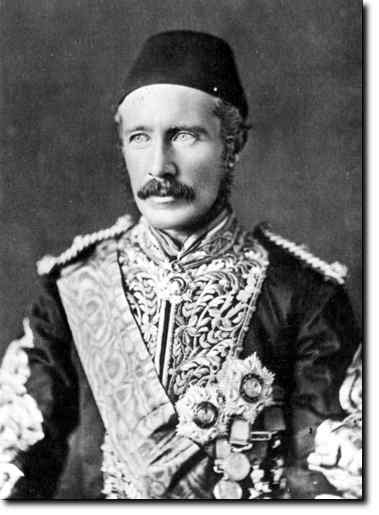
Ritratto di Gordon Pascià

Il 18 febbraio Gordon raggiunse Khartum, tentando approcci col Mahdi per cercare di addivenire a un compromesso, approcci sdegnosamente respinti dal destinatario che "non voleva investiture dagli infedeli". Intanto i tentativi di portare soccorso a Sinkat e Tokar si erano conclusi in due disastri per gli egiziani (e i britannici).
Le azioni di Graham a Suakim portarono come conseguenza un crollo delle speranze di un accordo pacifico e una recrudescenza degli attacchi mahdisti, che portò praticamente Khartum in prima linea. Gordon, conscio che la città non avrebbe potuto resistere per molti mesi, cominciò a inviare urgenti richieste per una colonna di soccorso con truppe britanniche o indiane o turche. L'opinione pubblica britannica, informata della situazione, cominciò a premere per l'invio di una spedizione di salvataggio e soccorso.
Il 16 marzo Gordon tentò una sortita contro il Mahdi ma venne respinto a pochi chilometri da Khartum, in seguito alla defezione di due capi tribù. A metà maggio i dervisci, avendo attraversato il Nilo, riuscivano a fortificarsi a un solo miglio dall'angolo sud-orientale delle fortificazioni di Khartum. Il 26 maggio i dervisci catturavano Berber, chiudendo definitivamente le comunicazioni con Suakim. Gordon riuscì a distruggere Berber nel settembre dopo aspri combattimenti, senza tuttavia avere la possibilità di tenere la posizione, quindi fu costretto a rientrare entro Khartum, dove fu totalmente bloccato a partire dal 15 settembre.

## Il Corpo cammellato della guardia
La risposta del governo britannico alle richieste dell'opinione pubblica per portare soccorso a Khartum fu la costituzione di un'unità di formazione (Guard Camel Corps o Corpo cammellato della guardia) prendendo uomini da diversi reggimenti di stanza sia in Gran Bretagna sia in Egitto per trasferirli tutti al Cairo dove, il 26 ottobre 1884 fu organizzato un corpo su quattro reggimenti:
- Guards Camel Regiment (Reggimento cammellato della guardia)
- Heavy Camel Regiment (Reggimento cammellato pesante)
- Light Camel Regiment (Reggimento cammellato leggero)
- Mounted Infantry Camel Regiment (Reggimento cammellato di fanteria montata)

Questi reggimenti avevano reparti provenienti da alcuni dei reggimenti più blasonati della British Army, fra cui alcuni che avevano partecipato alle campagne napoleoniche. In totale il Corpo cammellato era su 94 ufficiali e 1700 uomini.

## L'esercito del Mahdi
L'esercito del Mahdi, nelle descrizioni dei cronisti contemporanei, è presentato come una massa di fanatici religiosi impossibile da controllare, anche se dai resoconti dei combattimenti appare evidente che esisteva una gerarchia e che in realtà le azioni erano tatticamente coordinate.

## L'equipaggiamento e le modalità tattiche

### Britannici
Il Corpo cammellato era armato con fucili Martini-Henry Mod 71 a colpo singolo e baionetta da 55 cm e montavano cammelli solo per i trasferimenti, dato che combattevano a piedi. Unica eccezione erano gli uomini del 19th Hussars Regiment, che usavano cavalli, carabine e sciabole. Oltre all'armamento individuale il Corpo cammellato era fornito di mitragliatrici Gardner e di cannoni da montagna.

### Mahdisti
Le truppe mahdiste erano armate con i fucili che avevano ottenuto dai disertori egiziani o trovato come preda di guerra, ma la maggior parte era armata di spade o picche. Sebbene l'armamento fosse analogo a quello degli eserciti europei del XVI e XVII secolo le modalità di impiego erano notevolmente diverse, non c'era la terrificante avanzata al passo e in ordine chiuso dei tercios spagnoli o dei reggimenti svizzeri, ma un'avanzata di corsa e in ordine aperto di gruppi che tentavano di giungere al corpo a corpo nel minimo tempo possibile.

## La colonna del deserto
Il Corpo cammellato partì il 19 novembre 1884 da Wadi Halfa, che aveva raggiunto in treno, arrivando a Korti, sull'ansa del Nilo (dove doveva attestarsi il comando), il 16 dicembre. A Korti il corpo fu diviso in due colonne mobili e una guarnigione comprendente il comando della spedizione. Una delle due colonne, comandata dal generale Earle doveva muovere verso Berber (pochi chilometri a valle della confluenza del fiume Atabara nel Nilo) e successivamente Khartum seguendo il corso del Nilo, mentre l'altra avrebbe dovuto raggiungere Khartum attraversando il Deserto di Bayuda seguendo il percorso delle carovaniere.
La colonna del deserto, al comando del generale Stewart, era composta da:
- Guards Camel Regiment comprendente unità dal 1st, 2nd e 3rd Grenadiers, 1st e 2nd Coldstream Guards, 1st e 2nd Scots Guards, e da una compagnia (10th RMLI) Royal Marine Light Infantry
- Heavy Camel Regiment comprendente unità dal 1st e 2nd Life Guards Regiment, dal Royal Horse Guards, dal 2nd, 4th e 5th Dragoons Guards, 1st Royal Dragoons, 1st e 2nd Royal Scot Greys, 15th e 16th Lancers
- Mounted Infantry Camel Regiment (parte) con unità da 1st Royal Sussex, Naval Brigade
- metà della 1st Battery, 1st Brigade/Sou. Division, Royal Artillery
- metà 26th Company, Royal Engineers
- 2 squadroni del 19th Hussars (montati su cavalli)

per un totale di 98 ufficiali, 1 509 uomini, 2 778 cammelli (o dromedari), 155 cavalli e 2 muli. L'armamento di reparto era una mitragliatrice Gardener e tre cannoni da montagna smontabili da 7 libbre.
La colonna avrebbe dovuto avanzare utilizzando l'acqua trasportata con sé, dato che gli unici luoghi dove avrebbe potuto rifornirsi nel corso della marcia erano i pozzi di Gakdull (a 155 km da Korti, a circa metà strada fra Korti e il Nilo) e quelli di Abu Klea (a 37 km dal Nilo). La colonna raggiunse Gadkull e, lasciata una piccola guarnigione in due fortini costruiti sul sito, mosse verso il Nilo.

## La battaglia ai pozzi di Abu Klea
La notizia dei movimenti inglesi non era sfuggita alle forze del Mahdi, che decise di bloccarli nel punto più critico della loro avanzata, cioè quando, a corto d'acqua, fossero stati costretti a rifornirsi ai pozzi di Abu Klea. Per questo motivo furono distaccate dalle forze che assediavano Khartum diverse migliaia di uomini al comando di migliori ufficiali (emiri) del Mahdi, che davanti ai pozzi di Abu Klea si riunirono con le forze provenienti da Omdurman, per un numero di almeno diecimila uomini nel grosso e molte migliaia nell'avanguardia.
La colonna parti da Gadkull il 14 gennaio 1884 e giunse in prossimità di Abu Klea al tramonto del 16 gennaio, dove fu accolta da unità nemiche che, tenendosi al riparo delle ondulazioni del terreno, effettuarono una serie di azioni di fuoco da una distanza di circa 1 100 m (1 200 yd) per tutta la durata della notte. Nel corso della notte la posizione del campo fu fortificata per potervi lasciare le cavalcature e i feriti. Nonostante ciò la colonna si accampò circa 3 km dai pozzi, aspettando l'alba e rispondendo al fuoco solo quando questo si avvicinava troppo al bersaglio. All'alba iniziarono le operazioni in ordine sparso per tenere il mahdisti lontano dal campo britannico.
Il generale Stewart tentò diverse volte senza successo di provocare le truppe mahdiste, in modo che queste attaccassero i britannici trincerati entro il proprio campo, né ottenne migliori risultati tentando di respingerle con il fuoco dei cannoni da montagna.
Alle 7 di mattina del 17 gennaio vennero gli ordini per le truppe di Sua Maestà: dovevano marciare a piedi sul nemico in quadrato e raggiungere i pozzi di Abu Klea, distanti 6–8 km (4-5 miglia) dalla posizione del campo. Fra i 1 200 soldati britannici e i pozzi stavano da 12 000 a 14 000 uomini del Mahdi, attestati a difesa.

### Il campo di battaglia
Il campo di battaglia era il deserto completamente privo di vegetazione che in arabo è chiamato atmoor, totalmente inospitale per qualsiasi forma di vita a parte struzzi, iene e avvoltoi. A circa due chilometri dal campo si trovava la cresta di una catena di basse colline, che proseguivano fino ai pozzi, distanti, come già detto, circa 7 km dal campo. Gli uomini del Mahdi avevano preso posizione a circa quattro chilometri e mezzo dal campo, dove iniziava la discesa verso un uadi che portava ai pozzi contesi.

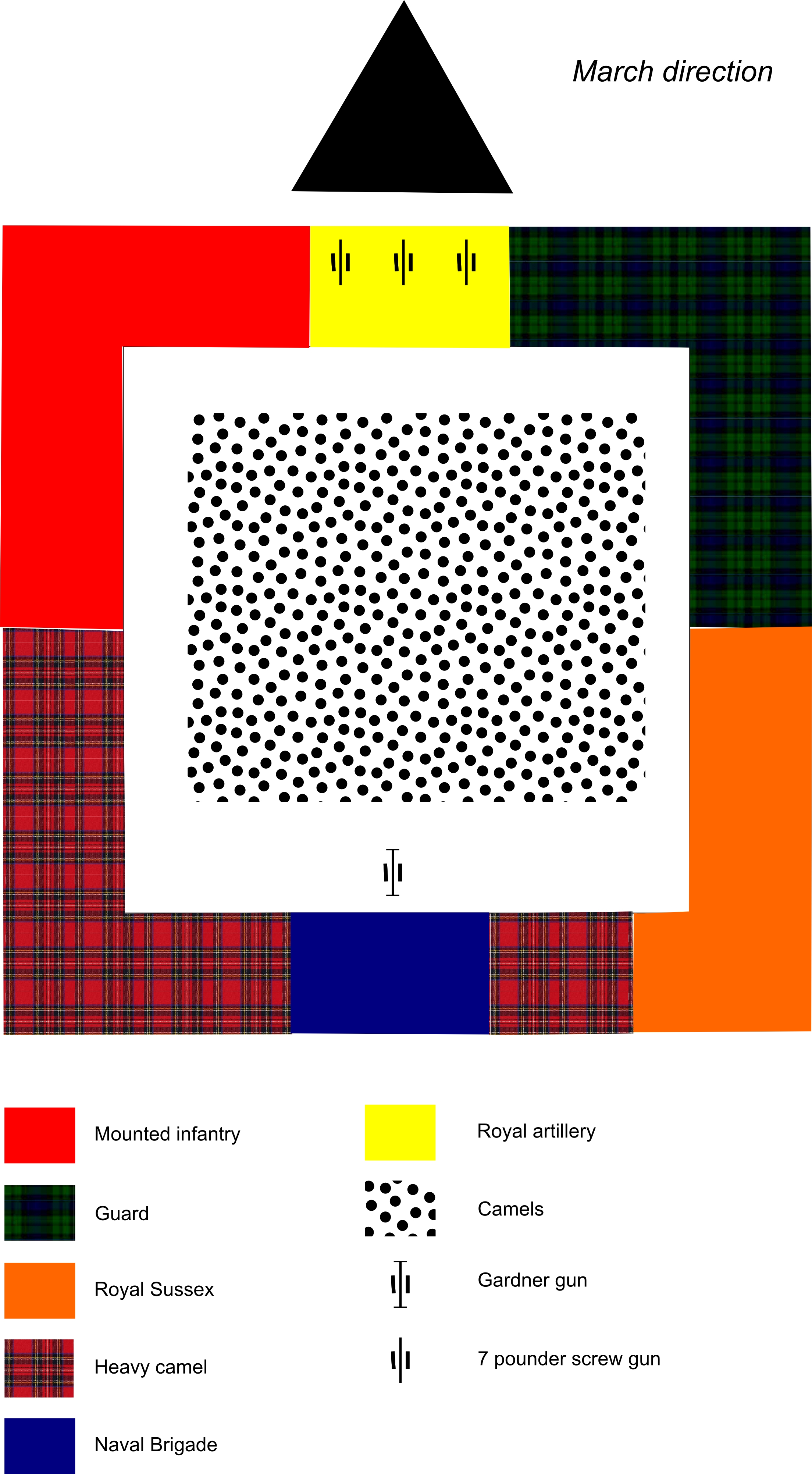
Disposizione dei reparti nel quadrato di Abu Klea

Quasi tutti i cammelli furono lasciati nel campo fortificato, utilizzando le loro selle e il bagaglio come rinforzo per le protezioni degli uomini rimasti a guardia dei feriti (una compagnia dei Royal Sussex). Entro il quadrato che doveva avanzare verso i pozzi furono invece tenuti un centinaio di cammelli, con carichi di vario tipo (basti, barelle, acqua, munizioni), esattamente alle 7:35 iniziò la marcia del quadrato, con il fronte tenuto da Mounted Infantry (alla sinistra), Royal Artillery con tre cannoni da montagna (al centro), Guards (a destra), sul lato destro del quadrato Guards (verso il fronte), Royal Sussex (sul retro), sul lato sinistro del quadrato Mounted Infantry (verso il fronte), Heavy Camel Regiment (sul retro), lato arretrato Heavy Camel Regiment (verso sinistra), Naval Brigade (con la mitragliatrice Gardner), Heavy Camel Regiment (al centro), parte del Sussex Regiment (a destra), le linee del quadrato avevano la profondità di due uomini, invece dei quattro ordinari, probabilmente per lasciare all'interno lo spazio per i cammelli. Il 19th Hussars, che contava solo 90 sciabole, fu tenuto separato per coprire il fianco sinistro del quadrato e furono mandate truppe a piedi in ordine aperto a coprire il fianco anteriore destro.
Far marciare le truppe in linea è molto più difficile che farle marciare in colonna, ma farle marciare in quadrato è ancora più difficile, poiché le due linee (lato di fronte e lato di retro) devono mantenere anche distanza e parallelismo. Tutto questo le truppe britanniche dovevano realizzarlo su terreno rotto e in pendio. Aggiungendo a questo la presenza entro il quadrato dei cammelli, il quadrato quasi immediatamente si deformò, con le colonne dei fianchi che dovevano lasciare spazi per il ritardo che stava accumulando la linea posteriore.
A circa 1 chilometro e mezzo (1 miglio) dal campo fortificato il quadrato, che fino a quel punto aveva marciato a passo lento, arrestandosi solo per raccogliere i feriti, si arrestò per contrastare il fuoco di 1 500 soldati del Mahdi, appostati sulla destra della linea di avanzata. Per contrastare i mahdisti fu mandato un reparto del Mounted Infantry che doveva operare in ordine aperto. Contemporaneamente il quadrato e lo schieramento degli ussari erano attaccati da un numero di nemici valutato fra 10 000 e 12 000, senza che le truppe britanniche avessero nessuna possibilità di ritirata. Quando il quadrato riuscì a liberarsi dai nemici sul fianco tornò ad avanzare, con passo ancora più cauto di prima, sempre fiancheggiato dal reparto in ordine aperto, questa avanzata durò fino alle 9:50, con i mahdisti che sembravano caricare a ogni momento, ma si ritiravano prima di giungere a contatto con i britannici.

### La rottura del quadrato
Dopo aver superato una piccola depressione e raggiunto una cresta, il quadrato vide di fronte sé 4 000-5 000 nemici schierati su due linee a una distanza di 350–450 m (400-500 iarde), alla sinistra del fronte del quadrato. Questi uomini erano diretti da ufficiali a cavallo, posti pochi passi avanti alla massa. I mahdisti iniziarono a muovere verso il quadrato (sul lato tenuto dalla fanteria montata e dalla cavalleria pesante) al passo, accelerando successivamente il movimento. Il quadrato si arrestò ma le truppe sul lato sinistro non poterono sparare dato che rischiavano di colpire i propri uomini in ordine aperto che si stavano ritirando per ripararsi entro il quadrato. Giunti a 320 m dal quadrato i dervisci iniziarono a correre, obliquando il movimento verso la parte posteriore del quadrato, cadendo così sulla cavalleria pesante. Le truppe in ordine aperto fuori dal quadrato riuscirono a ritirarsi entro la formazione e la mitragliatrice Gardner fu spostata verso l'angolo minacciato, ma dopo aver sparato un certo numero di colpi, la mitragliatrice si inceppò. A 250 m i mahdisti cessarono completamente il fuoco, precipitandosi sulla cavalleria pesante. A meno di cento metri il fuoco britannico arrestò per un attimo la carica dei dervisci, ma, appena rincuorati, questi ripresero l'assalto al quadrato. Sotto l'impeto dei guerrieri mahdisti i britannici cominciarono ad arretrare, e il colonnello Burnaby cadde in combattimento. Quando i dervisci giunsero a contatto col quadrato si trovarono di fronte gli uomini di reggimenti che avevano una storia di coraggio e di gloria: Scot Greys, 1st Dragoons, 15th Lancers, ma erano tutti reggimenti di cavalleria, non abituati a combattere con la baionetta e guidati da ufficiali che non vedevano il quadrato con gli stessi occhi della fanteria. Il quadrato cedette e i sudanesi irruppero all'interno, uccidendo i serventi della mitragliatrice Gardener e minacciando di prendere sul retro gli altri lati della formazione.
Il generale Stewart stesso si lanciò nella mischia per rincuorare gli uomini, mentre le truppe si attestavano su un piccolo cumulo circolare al centro del quadrato. I dervisci, entrati nel quadrato, provocarono un enorme scompiglio anche fra i cammelli, che cominciarono a correre intorno, aumentando ulteriormente la confusione, ma dando ai britannici due o tre minuti per riorganizzarsi. Quelli che erano stati il lato sinistro e il retro del quadrato si riorganizzarono attorno al piccolo cumulo, mentre il fronte e il lato destro tenevano le loro posizioni, che ora erano coperte dalle truppe sul cumulo. A quel punto, con i mahdisti ammassati a pochi metri, i fucili britannici cominciarono a fare strage del nemico, prendendolo sia di fronte sia di infilata. Dopo dieci minuti gli attaccanti cominciarono a ritirarsi e in cinque minuti il quadrato tornò libero e vennero inviati uomini all'inseguimento.

### La fine della battaglia
I mahdisti si ritirarono su tre colonne, una in direzione di Berber, una in direzione di Metemna e una in direzione di Khartum. Ormai i britannici avevano conquistato il campo, ma i feriti mahdisti continuavano a sparare sui soldati isolati che giravano per il campo per raccogliere i feriti britannici. Il quadrato fu riformato alle 12:10 circa 200 m avanti alla posizione dove era avvenuto il combattimento. Constatata l'impossibilità di trasportarle, per la morte di un buon numero di cammelli, parte della riserva di munizioni fu incendiata, mentre gli ussari furono inviati verso i pozzi per prenderne possesso. Alle quattro del pomeriggio le truppe britanniche raggiungevano i pozzi e potevano finalmente rifornirsi di acqua.

## Il seguito dei movimenti della colonna
Dopo la battaglia la colonna proseguì verso Metemna, avendo lasciato un distaccamento dei Royal Sussex ad Abu Klea, e raggiunse il Nilo il 19 gennaio solo dopo un ulteriore combattimento contro le forze del Mahdi, combattimento in cui fu ferito il generale Stewart che morì pochi giorni dopo.
Il 21 gennaio quattro barche a vapore raggiunsero la colonna con rinforzi, provenendo da un'isola a valle di Metemna, queste barche erano assenti da Khartum da un mese, quindi non furono in grado di portare notizie fresche dalla città. Due giorni dopo il generale Wilson (ora comandante della colonna, essendo incapacitato il generale Stewart) si imbarcò sulle barche con un contingente dei Royal Sussex per raggiungere Khartum, ma, il 28 gennaio, arrivando alla città dopo un viaggio in cui le barche si erano incagliate più volte, la trovò occupata da due giorni dalle truppe del Mahdi.

### Sitografia
- (EN) La colonna del deserto URL consultato in data 02/01/2013.
- (EN) La battaglia di Abu Klea URL consultato in data 15/01/2013.